# Société européenne de nutrition clinique et de métabolisme
La Société européenne de nutrition clinique et de métabolisme (ESPEN) est une organisation dans le domaine de la nutrition entérale et parentérale et promeut la recherche et l'éducation à la fois fondamentale et clinique.

## Histoire
En 1979, une réunion informelle posa les bases de l’ESPEN, décidant de créer une société multidisciplinaire consacrée à l’étude des problèmes métaboliques liés aux maladies aiguës ainsi qu’à leurs implications et à leur prise en charge nutritionnelles.
L’ESPEN fut officiellement fondée en 1980 sous le nom de Société européenne de nutrition parentérale et entérale. Elle changea ensuite de nom pour devenir la Société européenne de nutrition clinique et de métabolisme.

## Activités
Les congrès se tiennent chaque année dans une ville européenne différente et rassemblent plus de 3 000 participants provenant de 82 pays différents.
La revue bimestrielle Clinical Nutrition, accompagnée de Clinical Nutrition Supplements et de la revue électronique e-SPEN, constitue la publication officielle de la société, éditée par Elsevier.
Les sociétés nationales européennes de nutrition parentérale et entérale soutiennent l’ESPEN sous la forme de membres collectifs, par exemple les sociétés britannique, allemande, française et autrichienne.
Sous l’égide de l’ESPEN, de nombreux projets en cours sont soutenus par ses membres, tels que NutritionDay, la nutrition artificielle à domicile et la lutte contre la malnutrition.